# ليندسي غولدمان
ليندسي غولدمان (بالإنجليزية: Lindsay Bayer)‏ هي دراجة أمريكية، ولدت في 31 أكتوبر 1984.

## وصلات خارجية
- ليندسي غولدمان على موقع الاتحاد الدولي للدراجات (الإنجليزية)
- ليندسي غولدمان على موقع أرشيف الدراجات (الإنجليزية)
- ليندسي غولدمان على موقع إحصائيات الدراجات الإحترافية (الإنجليزية)
- ليندسي غولدمان على موقع نسبة الدراجات (الإنجليزية)